# Nedroma
Nedroma (arabisch المنصورة; Zentralatlas-Tamazight ⵉⵏⴷⵔⵓⵎⴻⵏ Indrumen) ist eine ca. 35.000 Einwohner zählende Stadt im Nordwesten Algeriens nahe der Grenze zum Königreich  Marokko.

## Lage
Nedroma liegt gut 165 km (Fahrtstrecke) südwestlich von Oran und nur gut 56 km nordwestlich von Tlemcen in einer Höhe von etwa 350 m. Das Klima ist gemäßigt bis warm; Regen (ca. 400 mm/Jahr) fällt überwiegend im Winterhalbjahr.

## Bevölkerung
| Jahr      | 1977   | 1987   | 1998   | 2008   |
| Einwohner | 14.399 | 21.646 | 31.226 | 32.498 |

Seit den 1960er Jahren erlebt Nedroma eine starke Zuwanderung aus anderen Regionen Algeriens.

## Wirtschaft
In der für algerische Verhältnisse durchaus regenreichen Umgebung von Nedroma wurde und wird Landwirtschaft und Viehzucht betrieben. In der Stadt selbst haben sich Händler, Handwerker und Dienstleister aller Art angesiedelt.

## Geschichte

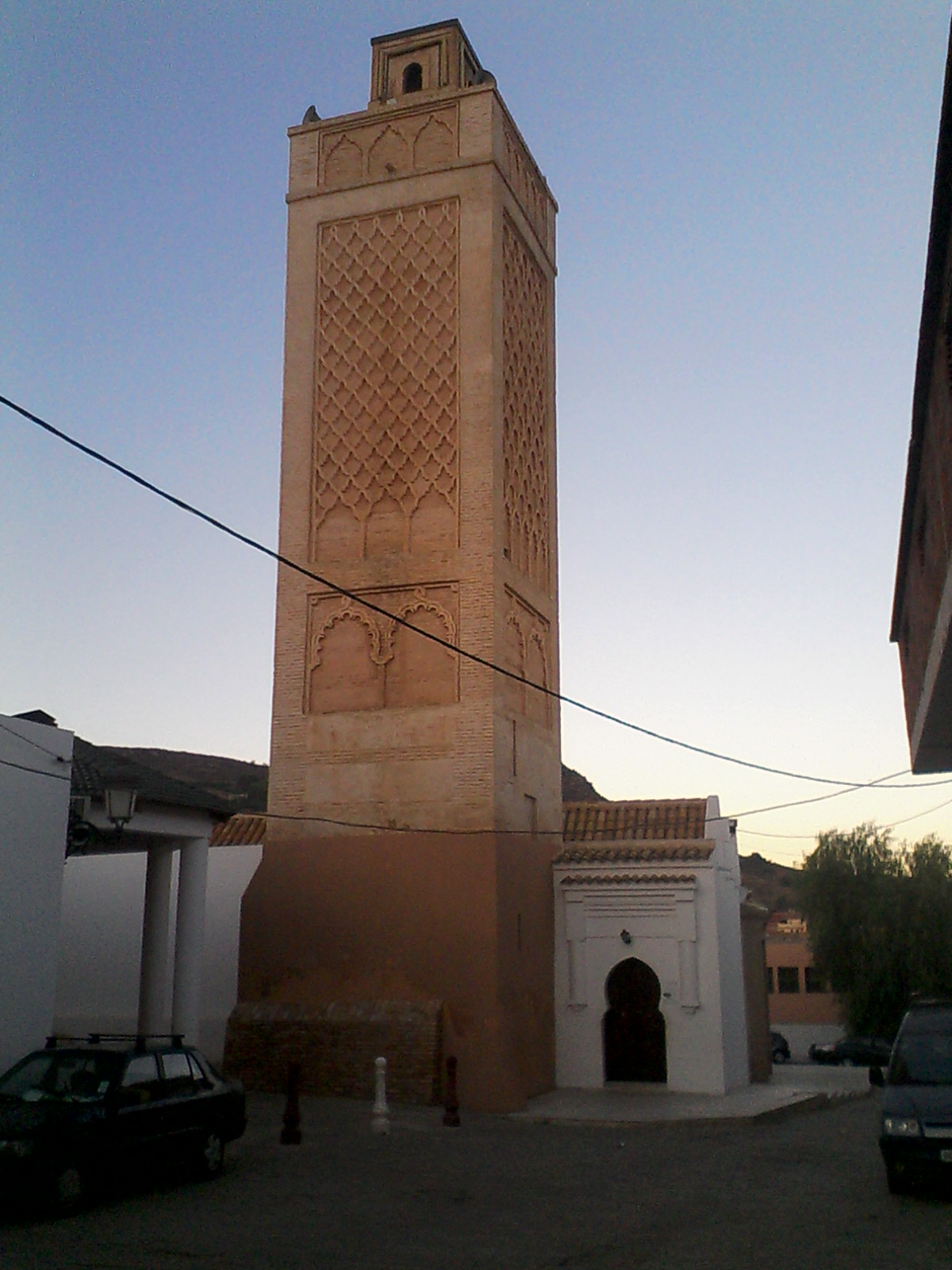
Minarett der Großen Moschee

Nedroma wird erstmals im Jahr 1068 von dem Geographen und Historiker El Bekri erwähnt, es entstand wahrscheinlich aus einer kleinen Berbersiedlung mit Namen Filaoussene. Unter dem nur kurz regierenden Almoravidenherrscher Taschfin ibn Ali (reg. 1143–1145) und vor allem unter dem aus Marokko stammenden Almohadensultan Abd al-Mu'min (reg. 1130–1163) wurde der Ort ausgebaut und mit einer Moschee versehen, doch übernahmen kurze Zeit später die Abdalwadiden oder besser deren Ableger, die von Tlemcen aus regierenden Zianiden, die Macht, die in der 1. Hälfte des 14. Jahrhunderts kurzzeitig von den Meriniden okkupiert wurde. Im 15. und 16. Jahrhundert profitierte Nedroma von der Zuwanderung von im Rahmen der Reconquista aus Al-Andalus vertriebenen Juden und Muslimen. Die französische Kolonialzeit dauerte von 1842 bis 1962.

## Sehenswürdigkeiten
- Von besonderer Bedeutung ist die im Jahr 1145 vom Almoravidenherrscher Taschfin ibn Ali in Auftrag gegebene und weitgehend schmucklose Große Moschee mit ihrem aus merinidischer Zeit (1348) stammenden und von einer Laterne bekrönten Minarett, welches auf allen vier Seiten ein einheitliches, aber kachelloses Dekor zeigt.
- Teile des mit Inschriften versehenen Sitzes (minbar) für den Vorbeter (imam) befinden sich heute im Musée national des antiquités et des arts islamiques in Algier.